# Apaturina mirona
Apaturina mirona är en fjärilsart som beskrevs av Hans Fruhstorfer 1904. Apaturina mirona ingår i släktet Apaturina och familjen praktfjärilar. Inga underarter finns listade i Catalogue of Life.